# Leif Törnquist
Leif Johan Olof Törnquist, född 12 juli 1938 i Sofia församling i Stockholms stad, är en svensk militär och museiman.
Törnquist tog officersexamen vid Kungliga Krigsskolan 1961 och utnämndes samma år till fänrik vid Livgrenadjärregementet. Han studerade 1969-1971 vid Militärhögskolan, befordrades 1971 till kapten och tjänstgjorde 1971–1973 i  Arméstaben och Försvarsstaben, varefter han 1973 befordrades till major i Generalstabskåren och gjorde stabstjänstgöring 1973–1976. Han tjänstgjorde vid Svea livgarde 1976–1977 och tjänstgjorde 1977–1985 vid Försvarsstaben, 1978 befordrad till överstelöjtnant och från 1981 som avdelningschef. Han studerade 1985 vid Försvarshögskolan och tjänstgjorde 1985–1987 åter vid Svea livgarde. Han utnämndes 1987 till överste och tjänstgjorde vid Försvarsstaben 1987–1988. Han var styresman och chef för Armémuseum 1988–1994 samt överintendent och chef för Statens försvarshistoriska museer 1994–2003.
Leif Törnquist invaldes 1985 som ledamot av Kungliga Krigsvetenskapsakademien. Han var ordförande i Svenska vapenhistoriska sällskapet 1979–1995, ordförande i Svenska officersförbundet 1983–1990, ordförande i Militärsällskapet i Stockholm 1985–1997, ledamot av styrelsen för SACO/SR 1985–1989, ordförande i Sveriges Militära Kamratföreningars Riksförbund 1990–2000, ordförande i Skolskyttefrämjandet 1994–2015 och ordförande i Försvarets understödsnämnd 1996–2012.
Törnquist har författat en rad böcker, skrifter och artiklar inom militärhistoria.
Leif Törnquist är son till revisorn Olof Törnquist och Ingeborg Högberg. Han gifte sig 1962 med Birgit Jonasson (född 1940).

## Utmärkelser
- H.M. Konungens medalj av guld i 8:e storleken i Serafimerordens band[4] (2025)